# Hospitalstiftung Schweinfurt

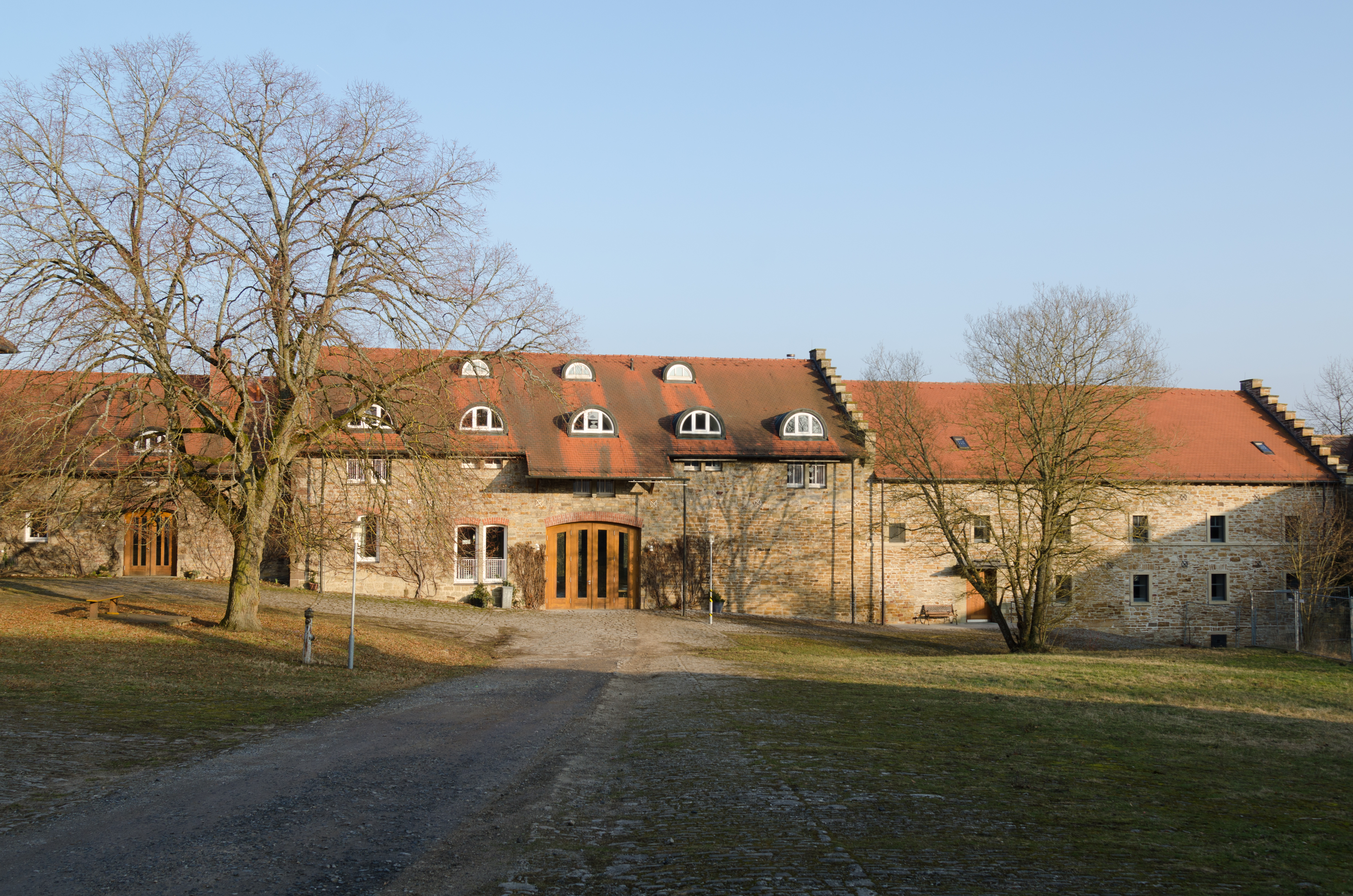
Gut Deutschhof, 1519 bis 1977 im Besitz der Hospitalstiftung Schweinfurt

Die Hospitalstiftung Schweinfurt ist die weitaus älteste und bedeutendste Bürgerstiftung Schweinfurts. Sie ist eine von insgesamt elf Stiftungen, die die Stadt Schweinfurt verwaltet. Sie verfügt über keinen Stiftungsrat, sondern der Stadtrat entscheidet über die Geschicke der Hospitalstiftung.

## Geschichte

### Spitäler als tätige Nächstenliebe
Spitäler entstanden im Mittelalter aus Vorsorge für das Jenseits in Zeiten von Seuchen und Hungersnöten. Reiche Bürger wollten ihre guten Werke in die Waagschale des Jüngsten Gerichts legen. Mit einem Spital wurden die sechs Werke der Barmherzigkeit am besten erfüllt. Die tätige Nächstenliebe wurde dringend gebraucht, da zur Zeit der Gründung der Hospitalstiftung die Hälfte der Schweinfurter unter dem Existenzminimum lebte.

### Spitalwesen in Schweinfurt
Die Geschichte der Schweinfurter Krankenhäuser begann 1233, als König Heinrich VII., ein Urenkel von Barbarossa, ein von ihm begonnenes Spital unter seinen Schutz stellte. 1250 wurde das Spital bei Auseinandersetzungen zwischen den Hennebergern und dem Hochstift Würzburg zerstört. Anschließend gab es vermutlich wieder ein Spital oder ein Siechenhaus oder beides, so bis 1634 das Siechenhaus an der Landwehr.
An das Schweinfurter Spitalwesen erinnern die Spitalstraße in der Altstadt und der Spitalseeplatz in der nördlichen Innenstadt.

### Die Anfänge der Hospitalstiftung

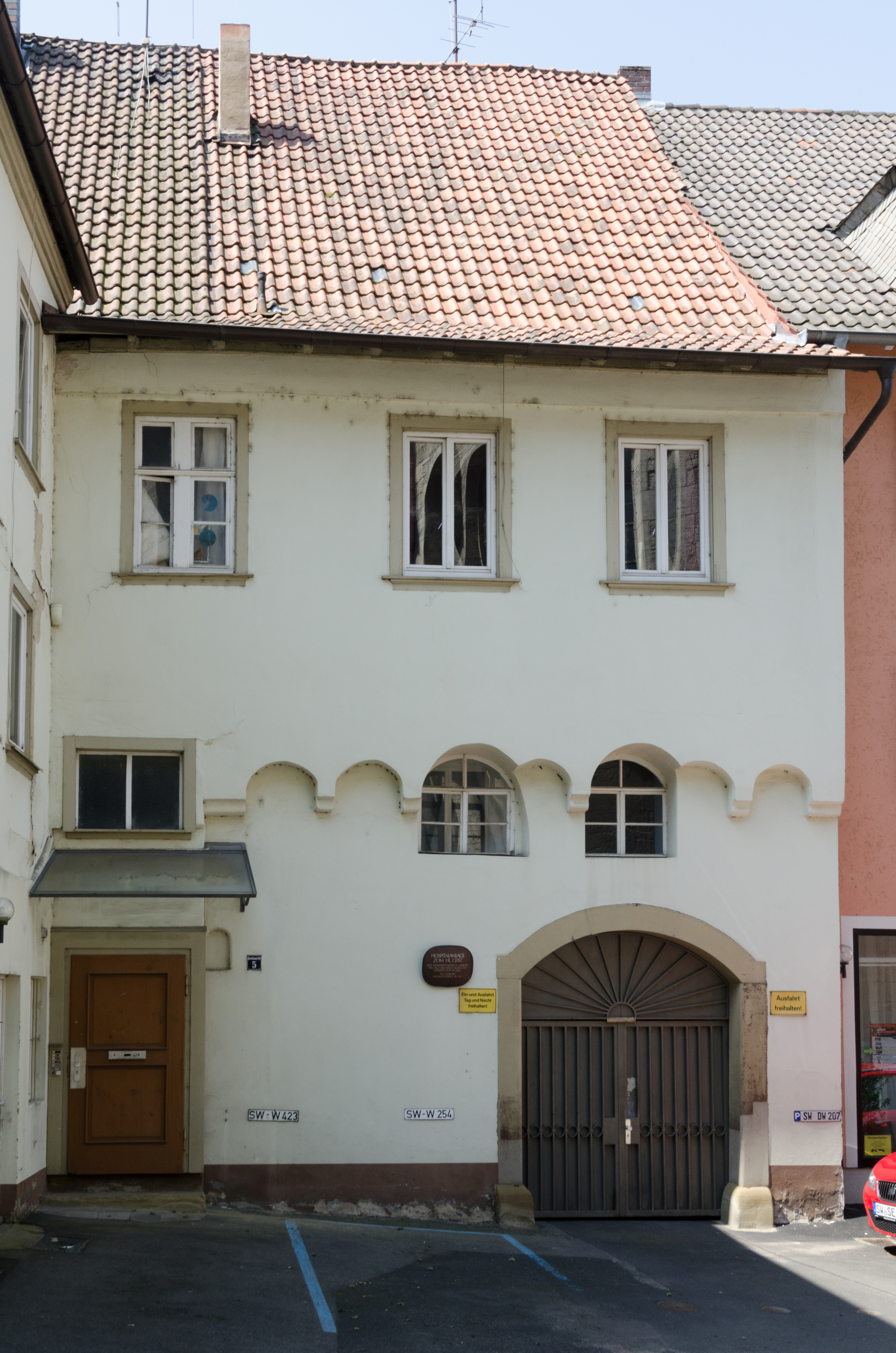
Erhaltenes Gebäude vom Spital zum Heiligen Geist (1612, im Kern von 1364),
an der Heilig-Geist-Kirche

Die Hospitalstiftung hatte ihren Ursprung im 1338 gegründeten Spital zum Heiligen Geist, das Hans Kießling stiftete. Vom Spital blieb ein Gebäude aus dem Mittelalter erhalten, unmittelbar westlich der Heilig-Geist-Kirche, die nicht mit dem Spital in Verbindung steht, sondern nur den Namen übernahm.  
Über die Stiftung ist aus der Zeit vor Mitte des 16. Jahrhunderts wenig bekannt, da 1554 im Zweiten Markgrafenkrieg (Zweites Stadtverderben) die Unterlagen vernichtet wurden. Spätestens 1417 muss die Stiftung über ein Vermögen verfügt haben, das den Kauf von 20 Äckern und Wiesen vom Kloster Theres am Löhlein auf dem Schweinfurter Kiliansberg ermöglichte. 1481 ist der Kauf eines Hofes in Pfersdorf und 1487 eines halben Freihofs in Waigolshausen verbucht. Anfang des 16. Jahrhunderts hatte die Hospitalstiftung beachtlichen Grundbesitz auf dem Gebiet der Reichsstadt Schweinfurt und Einkünfte aus der Verpachtung von Land in 30 Dörfern der Umgebung.

### Verwaltung in reichsstädtischer Zeit
Die Hospitalstiftung wurde in reichsstädtischer Zeit wie heute vom Rat der Stadt Schweinfurt verwaltet. Der Stadtrat stand auch den Spitalknechten und den Gebäuden vor. Aus dem Rat wurden bis zu vier Männer zu Spitalpflegern berufen, daneben gab es einen Spitalkeller als Geschäftsführer. Er kümmerte sich um das Gesinde, die Instandsetzung der Gebäude, den Verkauf von Getreide und Wein sowie um Holz und Vieh. Der Keller war zudem mit seiner Frau für die Pflege der kranken Spitalbewohner verantwortlich. Ein Spitalschreiber verbuchte die Einnahmen und Ausgaben und beriet bei Personalfragen.

### Spital zum Heiligen Geist
Das Spital zum Heiligen Geist war vermutlich von Anfang an ein Bürgerspital. Es wurde, wie damals öfters üblich, außerhalb der Stadtmauer errichtet, wegen der Angst vor ansteckenden Krankheiten und wegen billigerer Grundstücke. Bei der Stadterweiterung im 15. Jahrhundert wurde das Spital in den Mauerring einbezogen und stand nun neben dem neu erstellten äußeren Spitaltor. Die Spitalkirche wurde 1450 erbaut, im zweiten Stadtverderben von 1554 bis auf den Chor zerstört und 1598 wieder aufgebaut. Nach dem zweiten Stadtverderben wurde ebenfalls das Spital neu errichtet, der Bau von mehreren Gebäuden ist überliefert. 1566 verfügte das Spital neben Wohnräumen über ein Schlacht-, ein Backhaus, einen Kelter und ein Waschhaus sowie über eine Wagenhalle, Stallungen, Scheunen, einen Küchengarten und einen Brunnen. Am 14. April 1647 geriet das Spital während der Belagerung der Schweden in Brand.

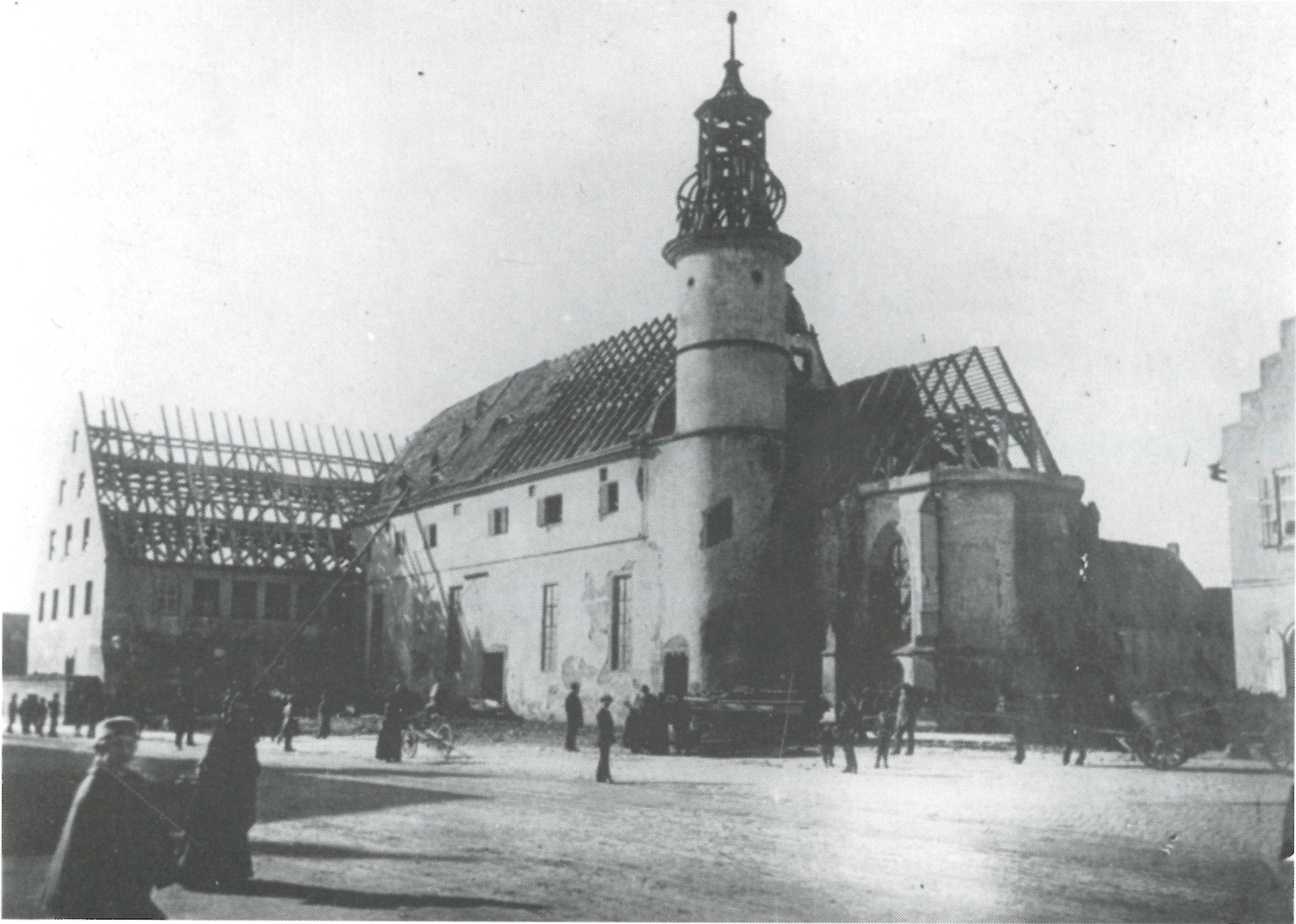
Abbruch der Spitalkirche im Jahre 1896. Blick vom Steinweg (heutige Schultesstraße)

Ursprünglich beherbergte das Spital ausschließlich Arme, Alte und Gebrechliche. Ab Mitte des 15. Jahrhunderts zogen auch Pfründner ein, zum einen Reiche, zum anderen junge Menschen die wegen einer körperlichen Behinderung nicht alleine leben konnten. Pfründner, die keine Zahlungen leisten konnten, mussten bei der Arbeit mithelfen. 1593 hatte das Spital elf arme und elf reiche Bewohner. Die Küche versorgte in manchen Jahren mit bis zu 30 Beschäftigten bis zu 80 Personen. Der Auftrag des Spitals war nun die Versorgung und Beherbergung, nicht die medizinische Behandlung von Kranken.
Anfang des 19. Jahrhunderts bestand das Spital aus fünf Wohngebäuden, sieben Scheunen, zehn Nebengebäuden und der Spitalkirche. Diese diente ab 1803 für Gottesdienste aller Katholiken Schweinfurts und wurde 1896 abgerissen. An ihrer Stelle entstand die heutige katholische Hauptkirche der Stadt, die Heilig-Geist-Kirche.

### Umzüge des Spitals und dessen Auflösung
Mit dem Ende der Reichsstadtzeit 1802 und dem Anschluss an Bayern musste das Spital zum Heiligen Geist geräumt werden, weil dort eine Kaserne gebaut werden sollte, später wurde im östlichen Teilbereich eine Zuckerfabrik von Wilhelm Sattler errichtet. Die Stiftung erhielt als Gegenwert den Ebracher Hof, den Bildhäuser Hof und eine Abfindung. 1812 waren im Ebracher Hof 45 Personen untergebracht.
1846 erfolgte die letzte Umsiedlung des Spitals in ein neues, großzügiges Gebäude mit Park am Schillerplatz, das 1902 für den Bau des heutigen Justizpalastes abgebrochen wurde, da nun die Einrichtung eines klassischen Spitals nicht mehr zeitgemäß war. 1898 war der erste Bau des Städtischen Krankenhauses entstanden, Vorläufer des heutigen Leopoldina-Krankenhauses.

### Landgüter am Deutschhof und in Grettstadt
1519 erwarb die Hospitalstiftung von der Stadt Schweinfurt das Gut Deutschhof mit Schäferei. Ab 1970 wurde auf den Ländereien des Guts der neue Stadtteil Deutschhof errichtet. Für die Hospitalstiftung wurden als Ersatz landwirtschaftliche Flächen in Grettstadt erworben, auf denen ein moderner Gutshof errichtet wurde. Die landwirtschaftliche Nutzung der verbliebenen noch unbebauten Wiesen und Äcker um den Deutschhof gab das Gut 1977 auf.

## Stiftungsvermögen
Wirtschaftliche Basis der Hospitalstiftung war seit jeher der im Laufe der Zeit gemehrte Grundbesitz. Der Besitz innerhalb der Reichsstadt wurde in Eigenregie bewirtschaftet, der außerhalb befindliche verpachtet. 1803 wurde der Wirtschaftsbetrieb eingestellt, im Eigentum blieben große Ländereien.
Das jährliche Haushaltsvolumen liegt heute bei über zwei Millionen Euro, das Grundvermögen bei 19 Millionen Euro und das Kapitalvermögen bei 5,8 Millionen Euro. Zum Grundvermögen gehören bebaute und unbebaute Grundstücke, der Gutshof in Grettstadt, Waldungen bei Schwebheim und Euerdorf und die drei folgenden Altenwohnheime in Schweinfurt:
- Friederike-Schäfer-Heim, im ehemaligen Gewerbeviertel;[2]
- An den Brennöfen, am Fischerrain;[2]
- Elsa-Brändström-Straße, am Hochfeld.[2]

## Vermögensbetreuung
Das Forstamt der Stadt betreut die Waldungen und die Stadt- und Wohnbau GmbH Schweinfurt (SWG) den Wohnungsbestand der Stiftung.